# Dewi Zephaniah Phillips
Dewi Zephaniah Phillips (ur. 24 listopada 1934, zm. 25 lipca 2006) – brytyjski filozof, jeden z głównych przedstawicieli Wittgensteinowskiej filozofii religii. W chwili śmierci profesor filozofii religii na Claremont Graduate University w Kalifornii i emerytowany profesor Uniwersytetu Walijskiego w Swansea (obecnie Uniwersytet Swansea).

## Życiorys
Urodził się w Morriston w Walii jako najmłodszy syn Davida i Alice Phillips. Byli to rdzenni Walijczycy, po których D.Z. 
Phillips odziedziczył przywiązanie do kultury swojego kraju - był m.in. znanym propagatorem języka walijskiego. Po rodzicach należących do miejscowego kościoła kongregacjonalistycznego odziedziczył również wiarę i głębokie zainteresowanie sprawami religijnymi. Od najmłodszych lat zamierzał zostać pastorem. Zamierzenie to zrealizował sprawując przez krótki okres (od 1959 do 1961) posługę w parafii Fabian Bay kościoła kongregacjonalistycznego. Wybrał jednak karierę akademicką. W 1959 wziął ślub - jego żoną została Margaret Monica Hanford. Mieli trójkę dzieci.
Między 1952 a 1958 studiował w Swansea, a od 1958 do 1961 na Uniwersytecie w Oksfordzie. 
W tym czasie poznał Rusha Rheesa, który wywarł największy wpływ na jego filozoficzny rozwój.
Pracę wykładowcy rozpoczął w 1961 w Dundee w tamtejszym Queen's College, następnie od 1963 pracował w Bangor. W 1965 powrócił na Wydział Filozoficzny Uniwersytetu Walijskiego w Swansea, gdzie został wykładowcą, w 1967 starszym wykładowcą, a w 1971 został profesorem i dziekanem Wydziału. Między 1982 a 1985 był również dziekanem Wydziału Sztuki, a od 1989 do 1992 sprawował funkcję prorektora. W 1993 został mianowany profesorem filozofii religii na Claremont Graduate University w Kalifornii i od tego czasu aż do śmierci co pół roku przemieszczał się między USA a Walią. W Swansea w 1996 przeszedł na stanowisko profesora emerytowanego im. Rusha Rheesa. W tym samym roku został też dyrektorem The Rush Rhees Archives, oraz The Peter Winch Archives - instytucji utworzonych przy Walijskim Uniwersytecie w Swansea głównie w celu zagospodarowania spuścizny obu filozofów. Był również redaktorem naczelnym kwartalnika Philosophical Investigations poświęconego w dużej mierze Wittgensteinowskiej filozofii religii. Od drugiej połowy lat dziewięćdziesiątych sukcesywnie wydawał kolejne tomy niepublikowanych dotąd notatek Rusha Rheesa. To głównie za sprawą działalności D. Z. Phillipsa Swansea zyskało reputację ważnego ośrodka filozofii Wittgensteinowskiej i filozofii religii.
Zmarł nagle na atak serca w bibliotece uniwersyteckiej w Swansea.

## Poglądy filozoficzne
Filozofia Phillipsa ukształtowana została pod wpływem jego nauczycieli ze Swansea: Johna R. Jonesa, Roya F. Hollanda i przede wszystkim Rusha Rheesa. Jego zainteresowania obejmowały filozofię religii, etykę i relacje między filozofią a literaturą. Podobnie jak Rhees inspirował się pracami Ludwiga Wittgensteina, Simone Weil, oraz Sørena Kierkegaarda. Napisał ponad 20 monografii, głównie na tematy związane z Wittgensteinowską filozofią religii.
Jego poglądy są bardzo zbliżone do poglądów Rheesa, znacznie bardziej niż do innych przedstawicieli nurtu: Normana Malcolma, Petera Wincha, czy R. F. Hollanda. Sam Rhees nie interesował się publikacją swoich tekstów - jego pierwszy zbiór esejów, Without Answers z roku 1969, został wydany właśnie dzięki staraniom Phillipsa. Wydaje się więc, że Phillips czuł misję propagacji filozofii swojego nauczyciela i kolegi jeszcze zanim stał się wydawcą jego pośmiertnych książek. We własnych tekstach bardzo często się na niego powołuje.
Można jednak podać kilka wyróżników charakterystycznych dla filozofii Phillipsa:
- rozumienie duszy jako relacji człowieka z Bogiem i wynikająca z tego specyficzna interpretacja idei nieśmiertelności osobowej jako wieczności tej relacji pozostającej w Bogu (zob. Death and Immortality, 1970);
- rozumienie filozofii jako specyficznej niezaangażowanej postawy kontemplatywnej, której celem jest rozumienie, a nie tworzenie teorii (zob. np. Religion and Hermeneutics of Contemplation, 2001);
- krytyka idei teodycei ze względu na stanowisko, że Bóg nie może być przedmiotem moralnej oceny (zob. The Problem of Evil and The Problem of God, 2004);
- rozwinięcie Wittgensteinowskiej koncepcji przesądu.

Charakterystyczne dla Phillipsa jest też ogólne przekonanie, że pogłębiający się kryzys duchowości, który obserwował w obrębie cywilizacji europejskiej, sprawia, że pewne treści tracone są na zawsze. Za kryzys ten odpowiada bowiem według niego proces stopniowej erozji sensu języka, przede wszystkim języka religijnego, który polega na tym, że wyrażenia tego języka z winy niewłaściwej interpretacji (np. filozoficznej) tracą swoje pierwotne znaczenie i w konsekwencji stają się niezrozumiałe i zbędne dla współczesnego człowieka. Utrata znaczenia jest nieodwracalna. Za swoistego "proroka" nadchodzących czasów Phillips uznawał dramaturga Samuela Becketta.